# Montgomery (Míchigan)
Montgomery es una villa ubicada en el condado de Hillsdale en el estado estadounidense de Míchigan. En el Censo de 2010 tenía una población de 342 habitantes y una densidad poblacional de 131,52 personas por km².

## Geografía
Montgomery se encuentra ubicada en las coordenadas 41°46′34″N 84°48′32″O / 41.77611, -84.80889. Según la Oficina del Censo de los Estados Unidos, Montgomery tiene una superficie total de 2.6 km², de la cual 2.59 km² corresponden a tierra firme y (0.4%) 0.01 km² es agua.

## Demografía
Según el censo de 2010, había 342 personas residiendo en Montgomery. La densidad de población era de 131,52 hab./km². De los 342 habitantes, Montgomery estaba compuesto por el 97.95% blancos, el 0% eran afroamericanos, el 0.29% eran amerindios, el 0.58% eran asiáticos, el 0% eran isleños del Pacífico, el 0% eran de otras razas y el 1.17% pertenecían a dos o más razas. Del total de la población el 2.05% eran hispanos o latinos de cualquier raza.